# 馬格諾利亞鎮區 (阿肯色州哥倫比亞縣)
馬格諾利亞鎮區（英語：Magnolia Township）是位於美國阿肯色州哥倫比亞縣的一個行政鎮區。

## 地方資料
馬格諾利亞鎮區的面積為577.56平方千米，當中陸地面積為576.71平方千米，而水域面積為0.85平方千米。根據2010年美國人口普查的數據，當地共有人口16504人，而人口密度為每平方千米28.58人。